# Pirolisi-gas cromatografia-spettrometria di massa
La pirolisi accoppiata con gas cromatografia e spettrometria di massa (abbreviato in Pyr-GC/MS o Py-GC/MS) è un metodo di analisi chimica in cui il campione subisce una decomposizione termica, producendo molecole più semplici separate in gas cromatografia ed analizzate infine con spettrometria di massa.

## Funzionamento
Una pirolisi è la decomposizione termica di un materiale in un'atmosfera inerte oppure sotto vuoto. Il campione viene messo a contatto diretto con un filamento di platino (in alternativa viene posto in un tubicino di quarzo) e rapidamente viene scaldato fino a 600-1000 °C. A seconda delle finalità si possono raggiungere anche temperature più elevate.
Attualmente si sfruttano tre diverse tecniche di riscaldamentoː fornace isotermica, riscaldamento ad induzione (pirolizzatore di Curie) e riscaldamento resistivo classico con filamenti di metallo (solitamente platino).
I legami più deboli delle molecole si rompono e si producono particelle più piccole e leggere, dei frammenti più volatili. Questi ultimi sono poi separati con la gas cromatografia e rivelati con un analizzatore tipico della spettrometria di massa (per esempio un quadrupolo).
L'analisi di un cromatogramma Pyr-GC è tipicamente molto complessa data la grande varietà di prodotti di decomposizione che si possono ottenere. Quando è possibile compiere un'identificazione, si risale ad informazioni sulla struttura molecolare del campione.
Per incrementare la volatilità di frammenti polari si possono aggiungere al campione, prima del riscaldamento, vari agenti metilanti.
Oltre l'uso di appositi pirolizzatori, campioni solidi e liquidi si possono impiegare con introduzione diretta in colonna GC previo passaggio attraverso un vaporizzatore a temperatura programmata (PTV, programmed temperature vaporizer), il cui obiettivo è riscaldare rapidamente il materiale incrementando la temperatura ad intervalli regolari prefissati (fino a 60 °C/s) fino a 650 °C, più che sufficiente per applicazioni di routine della pirolisi. Il principale vantaggio di questa strategia è che non è necessario dotarsi di un pirolizzatore, è sufficiente una colonna cromatografica GC con un PTV, quindi una strumentazione più economica e meno complessa.

## Applicazioni
La Pyr-GC/MS è utile per l'identificazione dei composti non volatili, tra cui i polimeri. Il modo in cui il polimero si frammenta, prima della separazione in GC, può aiutare la sua identificazione. La Pyr-GC/MS è anche applicata sui campioni ambientali (tra cui i fossili) così come in ambito forense per analizzare una scena del crimine o alcuni campioni biologici.